# Ozero Zaronovskoje
Zaronovskoje Ozero (ryska: Зароновское озеро) är en sjö i Belarus.   Den ligger i voblasten Vitsebsks voblast, i den norra delen av landet, 210 km nordost om huvudstaden Minsk. Zaronovskoje Ozero ligger 141 meter över havet. Arean är 2,3 kvadratkilometer. Den sträcker sig 3,1 kilometer i nord-sydlig riktning, och 5,4 kilometer i öst-västlig riktning.
I omgivningarna runt Zaronovskoje Ozero växer i huvudsak blandskog. Runt Zaronovskoje Ozero är det ganska tätbefolkat, med 124 invånare per kvadratkilometer.